# Dongxing (ort i Kina, Jiangsu Sheng, lat 31,74, long 121,76)
Dongxing är en ort i Kina. Den ligger i provinsen Jiangsu, i den östra delen av landet, omkring 280 kilometer öster om provinshuvudstaden Nanjing. Antalet invånare är 32 329. Befolkningen består av 16 018 kvinnor och 16 311 män. Barn under 15 år utgör 11,0 %, vuxna 15-64 år 75 %, och äldre över 65 år 13,0 %.
Närmaste större samhälle är Huiping, 3,1 km nordost om Dongxing. 
Genomsnittlig årsnederbörd är 1 224 millimeter. Den regnigaste månaden är juli, med i genomsnitt 179 mm nederbörd, och den torraste är januari, med 36 mm nederbörd.